# Resolutie 1218 Veiligheidsraad Verenigde Naties
Resolutie 1218 van de Veiligheidsraad van de Verenigde Naties werd op 22 december 1998 met unanimiteit aangenomen door de VN-Veiligheidsraad.

## Achtergrond
Nadat in 1964 geweld was uitgebroken tussen de Griekse en Turkse bevolkingsgroepen op Cyprus, stationeerden de VN de UNFICYP-vredesmacht op het eiland. Die macht wordt sindsdien om het half jaar verlengd. In 1974 bezette Turkije het noorden van Cyprus na een Griekse poging tot staatsgreep. In 1983 werd dat noordelijke deel met Turkse steun van Cyprus afgescheurd. Midden 1990 begon het toetredingsproces van (Grieks-)Cyprus tot de Europese Unie, maar de EU erkent de Turkse Republiek Noord-Cyprus niet.

## Inhoud

### Waarnemingen
- Bevestigt alle voorgaande resoluties over Cyprus.
- Herhaalt zijn bezorgdheid over het gebrek aan vooruitgang naar een politieke oplossing.

### Handelingen
De secretaris-generaal nam initiatieven om de spanningen op
Cyprus te verminderen. Hem werd gevraagd met de twee partijen aan het volgende te werken:
a. Geen bedreigingen of geweld,
b. Het aantal troepen en bewapening in stadia terugdringen,
c. De uitvoering van UNFICYP's maatregelen om de spanningen langs de VN-bufferzone te verminderen,
d. Verdere vooruitgang bij het verminderen van de spanningen,
e. Vooruitgang in de belangrijkste kwesties,
f. Andere maatregelen om vertrouwen en samenwerking op te bouwen.
Beide partijen werden opgeroepen hieraan mee te werken en de secretaris-generaal werd gevraagd de
Veiligheidsraad hierover op de hoogte te houden.

## Verwante resoluties
- Resolutie 1179 Veiligheidsraad Verenigde Naties
- Resolutie 1217 Veiligheidsraad Verenigde Naties
- Resolutie 1250 Veiligheidsraad Verenigde Naties (1999)
- Resolutie 1251 Veiligheidsraad Verenigde Naties (1999)

Lijst ·  1147 ·  1148 ·  1149 ·  1150 ·  1151 ·  1152 ·  1153 ·  1154 ·  1155 ·  1156 ·  1157 ·  1158 ·  1159 ·  1160 ·  1161 ·  1162 ·  1163 ·  1164 ·  1165 ·  1166 ·  1167 ·  1168 ·  1169 ·  1170 ·  1171 ·  1172 ·  1173 ·  1174 ·  1175 ·  1176 ·  1177 ·  1178 ·  1179 ·  1180 ·  1181 ·  1182 ·  1183 ·  1184 ·  1185 ·  1186 ·  1187 ·  1188 ·  1189 ·  1190 ·  1191 ·  1192 ·  1193 ·  1194 ·  1195 ·  1196 ·  1197 ·  1198 ·  1199 ·  1200 ·  1201 ·  1202 ·  1203 ·  1204 ·  1205 ·  1206 ·  1207 ·  1208 ·  1209 ·  1210 ·  1211 ·  1212 ·  1213 ·  1214 ·  1215 ·  1216 ·  1217 ·  1218 ·  1219